# Lithocarpus glaber
Espèce
Classification phylogénétique
Lithocarpus glaber est un arbre à feuilles persistantes du genre Lithocarpus, famille des Fagacées.

## Répartition
Lithocarpus glaber se trouve en Chine, au Japon et à Taïwan. On le trouve dans les provinces chinoises de l'est Anhui, Fujian, Guangdong, Guangxi, Guizhou, Henan, Hubei, Hunan, Jiangsu, Jiangxi und Zhejiang. Au Japon, on le trouve dans les îles Honshū, Kyūshū et Ryūkyū. L'arbre pousse principalement sur les versants ensoleillés des montagnes jusqu'à 1 500 m d'altitude.

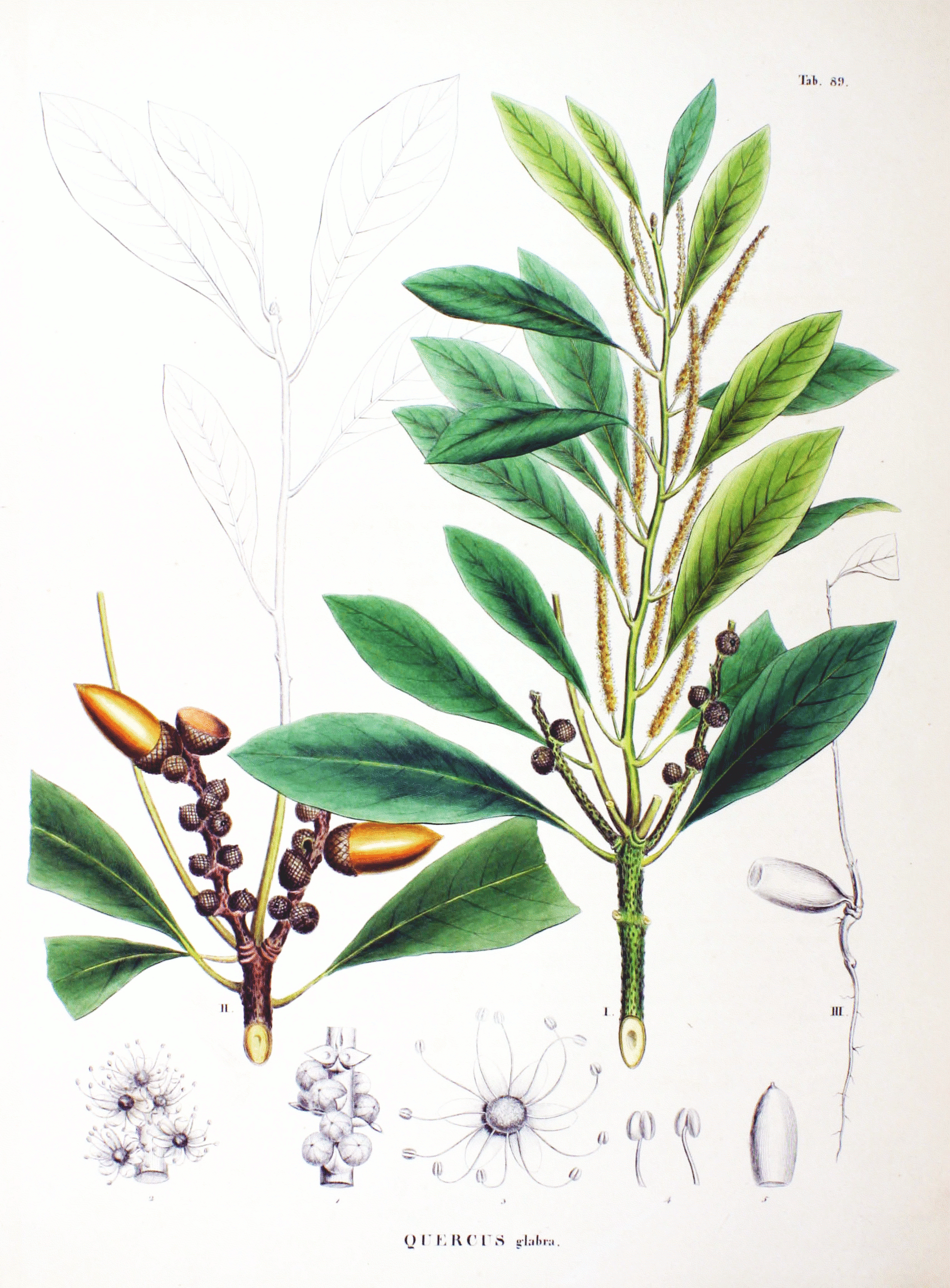
Planche anatomique

## Description
Lithocarpus glaber est un arbre à feuilles persistantes, qui peut atteindre une hauteur de 7 à 10 m.
La graine a la forme d'un gland allongé. 

## Médecine
Les graines contiennent beaucoup de tanin condensé et sont donc non comestibles sans traitement ; après avoir retiré les substances amères par un trempage et une cuisson, elles sont comestibles.
Les tanins condensés des feuilles de L. glaber ont été analysés par la dégradation d'une catalyse acide en présence de cystéamine et ont une puissante active de piégeage des radicaux libres.

### Source de la traduction
- (de) Cet article est partiellement ou en totalité issu de l’article de Wikipédia en allemand intitulé « Lithocarpus glaber » (voir la liste des auteurs).